# Гарибольди, Джузеппе
Джузеппе Франческо Габриэле Патрицио Гаспаре Гарибольди (итал. Giuseppe Francesco Gabriele Patrizio Gaspare Gariboldi; 17 марта 1833, Мачерата — 12 апреля 1905, Кастельраймондо) — итальянский флейтист и композитор.
Обучался игре на флейте у Джузеппе д’Алоэ в родном городе. С 1847 по 1856 годы работал в различных театрах близлежащих городов и успешно гастролировал по Италии как флейтист-виртуоз. Был знаком с Джоаккино Россини. По политическим причинам переехал в 1856 году в Париж, где приобрёл славу флейтиста-виртуоза, композитора и дирижёра. С 1859 по 1861 год гастролировал в Бельгии, Голландии, Англии и Австрии. В 1870 году, во время франко-прусской войны, работал в Красном Кресте. С 1871 по 1895 годы преподавал флейту и композицию в колледже Роллэн (ныне фр. Lycée Jacques-Decour) в Париже. В 1905 году вернулся с семьей в Италию.
Автор более 400 произведений для флейты, а также романсов и трёх оперетт. Этюды Гарибольди для флейты до сих пор пользуются большой популярностью в методической практике, особенно популярны Маленькие этюды op. 131, 20 этюдов op. 132 и 15 современных этюдов.

## Сочинения
Для флейты:
- Дивертисмент на т. из оперы Травиата для флейты и фп., op. 6
- «Le Passione» для флейты и арфы, op. 8
- 6 лёгких дуэтов op. 45
- «L’indispensable», большой этюд-каприс, op. 48
- «Le Repos de l’étude». 10 фантазий, op. 49
- Маленькая школа камерной музыки для флейты (или скрипки) и фп.
- «Декамерон юных флейтистов» 10 маленьких фантазий
- Большая фантазия на арабские темы, op. 55
- Фантазия на т. Фауста
- Фантазия на т. «Песнь о Роланде»
- Элегантные и лёгкие иллюстрации к десяти операм;
- «Утро флейтиста». Упражнения и этюды.
- «Вечера флейтиста-любителя», 14 мелодичных переложений из опер Верди, op. 72
- 20 певучих этюдов, op. 88
- Ежедневные упражнения, op. 89
- Изучение гамм, op. 127
- Школа игры на флейте, op 128
- Маленькие этюды, op. 131
- 20 маленьких этюдов, op.132
- Большие этюды, op. 134
- Большие упражнения, op. 139
- «Искусство прелюдировать», op. 149
- 12 виртуозных этюдов, op. 217
- 20 этюдов-каприсов, op. 333

Одноактные оперетты:
- «Мечта школьника» (1868)
- «Лунный свет» (1872)
- «Юность Ош» (1872)

Романсы и мелодии:
- «Песнь ветра», «Распятие», «Воспоминание», «Вдали от тебя», «Вечерний звон», «Она была там» и другие